# Baratang
Baratang est une île de l'archipel des îles Andaman, en Inde. C'est l'une des îles principales du groupe de Grande Andaman.
Barantang est située entre Andaman du centre au nord et Andaman du Sud au sud. Les îles de l'archipel Ritchie sont situées à environ 20 km à l'Est.  Port Blair, la capitale du territoire des îles Andaman-et-Nicobar, est située à environ 100 km au Sud.
Baratang possède les seuls exemples connus de volcans de boue en Inde. Ces volcans entrent sporadiquement en éruption ; on pense que celles de 2005 sont liées au tremblement de terre du 26 décembre 2004 dans la région. L'éruption précédente remontait au 18 février 2003.
La région compte d'autres volcans : celui de l'île Barren, le seul volcan actif en Asie du Sud, et le Narcondam, considéré comme en sommeil.

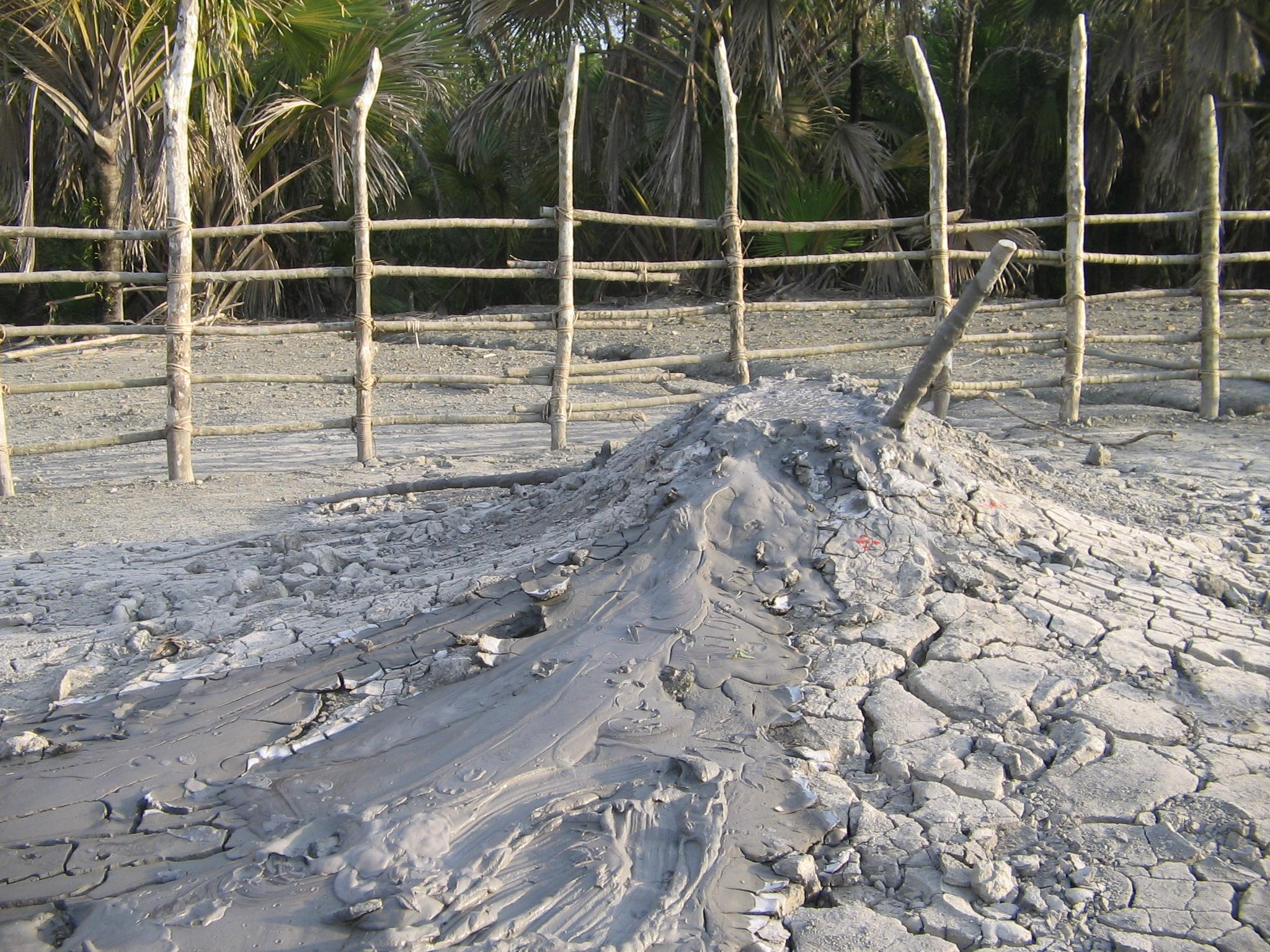
Volcan de boue sur Baratang.